# Lofotr Vikingmuseum
Lofotr Vikingmuseum er et kulturhistorisk museum, der er bygget op omkring en rekonstruktion samt arkæologiske udgravninger fra vikingetiden på øen Vestvågøy i Lofoten i Nordland, Norge. Det ligger i den lille by Borg nær Bøstad i Vestvågøy kommune.
Museet er åbent hver dag fra maj til midten af september. Resten af året har det reducerede åbningstider.

## Historie
I 1983 fandt arkæologer et høvdingehus fra vikingetiden, som man mener stammer fra år 500. Et samlet skandinavisk forskningsprojekt blev udført på Borg fra 1986-89. Udgravningerne afslørede den største bygning, der nogensinde er fundet i Norge, som stammer fra vikingetiden. Grundplanet måler 83 m i længden 9 meter i højden. Man mener, at området blev forladt omkring år 950.
Efter udgravningerne var afsluttet var resterne af det store langhus stadig synlige. Det er blevet rekonstrueret lidt nord for udgravningerne, og Lofotr Vikingmuseum åbnede i 1995. Museet inkluderer det rekonstruede hus, der er opført i fuld størrelse, en smedje, flere vikingeskibe, heraf en rekonstruktion af Gokstadskibet i fuld størrelse kaldet Lofotr, tilhørende bådhuse og forskellige reenactmentarrangementer der givet et billede af vikingetiden. Hovedbygningen blev designet af den norske arkitekt Gisle Jakhelln.
Administrationen af museet er placeret i den tidligere præstegård til Borge kirke. I september 2006 blev en planlagt udbyggelse af museet udskudt, som følge af nogle arkæologiske fund, der var omkring 2000 år gamle rester af madlavning og stolpehhuller. Planen var at bygge et stort amfiteater ned i jorden mellem indgangsbygningen og langhuset.
Lofotr Vikingmuseum har været en del af et EUstøttet samarbejdsprojekt mellem lignende museer i Nordeuropa. Projektet, der hed "Ancient Times", bestod af Middelaldercentret ved Nykøbing Falster i Danmark, det nu nedlagte museum Salvestaden ved Kalmar i Sverige, Slawendorf Passentin i Tyskland og Cesis i Letland.
I dag er området udgravet, og nye bygninger er opført på stedet. Det er en del af museets to permanente udstillinger med udstillingshal og biograf. Udstillingshallen huser bl.a. genstande fundet på udgravningerne på stedet. Det udendørs museum er bundet sammen af grusstier, der leder til langhuset, havnen og skibene og de omkringliggende områder.
I 2013 var Langhuset et pitstop i den fjerde del af Amazing Race 23, som er en konkurrence om at rejse jorden rundt.
Lofotr Vikingmuseum blev nomineret til "Årets Museum" i Norge i 2011, og Årets museum i Europa i 2013.

## Galleri
- Guide iført vikingedragt på museet.
- Heste foran det rekonstruerede vikingehus i sommersæsonen.
- Rekonstrueret vikingeskib på museet.
- Indgangshallen på museet.
- Skibet Lofotr.